# Qavam al-Din Shirazi
Qavam al-Din ibn Zayn al-Din Shirazi (in persiano قوام‌الدین شیرازی‎; Shiraz, ... – 21 febbraio 1438) è stato un architetto persiano.

## Biografia
Lo storico Dawlatshah Samarqandi lo descrive alla corte di Shah Rukh come ustad (maestro) in muhandasi (ingegneria o geometria), tarhi (disegno) e mi'mari (costruzione). Di fatti, il termine mi'mar (talvolta tradotto come "architetto") possiede la stessa radice di 'imara (edificio).
La prima attestazione dell'attività di Qavam al-Din Shirazi risale al 1410. Da quel periodo restò attivo sino alla morte avvenuta nel 1438. Due necrologi e un'iscrizione su un monumento postumo lo ricordano come ustad, seppur egli stesso in una iscrizione del 1418 si definisca al-tayyan, ovvero colui che lavora il fango o l'argilla.
Nativo di Shiraz, si spostò a Herat, nel cuore del Khorasan, e lavorò anche a Samarcanda e nel Tūrān, a nord dell'Amu Darya, dove i timuridi commissionarono svariate opere edilizie. Qavam al-Din Shirazi seppe progettare una serie di monumenti su larga scala in uno stile distintivo, che include elementi di arte iranica, caratteristiche dei monumenti contemporanei dell'Asia centrale e segni distintivi del suo talento.

## Opere
Segue un elenco di monumenti progettati da Qavam al-Din Shirazi:
- La khanqah e la madrasa dedicate a Shah Rukh a Herat
- La Moschea Goharshad a Mashhad
- La musalla, la madrasa e la moschea di Goharshad a Herat
- Il Gazar Gah di Herat, ovvero il santuario dedicato a Kvajeh 'Abdullah Ansari
- La madrasa Ghiyathiyah a Khar Gerd, in Iran